# 130 (nombre)
Cet article concerne le nombre 130. Pour l'année, voir 130.
130 (cent-trente ou cent trente) est l'entier naturel qui suit 129 et qui précède 131.

## En mathématiques
Cent trente est :
- un nombre sphénique,
- un nombre noncototient,
- le seul entier naturel qui est la somme des carrés de ses quatre premiers diviseurs, incluant 1 : 12 + 22 + 52 + 102 = 130.

## Dans d'autres domaines
Cent trente est aussi :
- la désignation d'une route secondaire de l'Interstate 30 construite à Texarkana, Texas, aux États-Unis d'Amérique ;
- la vitesse maximale autorisée sur les autoroutes en France (en km/h),
- le numéro de modèle de l'avion C-130 Hercules.
- Années historiques : -130, 130.
- Ligne 130 .